# Cena Jacquese Deraye
Cena Jacquese Deraye, celým názvem Cena Jacquese Deraye pro francouzský detektivní film (francouzsky Prix Jacques-Deray du film policier français) je filmové ocenění, které v roce 2005 založila společnost Institut Lumière v Lyonu a přátelé Jacquese Deraye, mj. Bertrand Tavernier a Thierry Frémaux.

## Charakteristika
Po smrti Jacquese Deraye v roce 2003 vznikla na jeho počest v jeho rodném městě filmová cena. Jacques Deray byl francouzský filmař, který natáčel především detektivní filmy. 
Cena se uděluje filmu, který porota považuje za nejlepší francouzský kriminální film roku bez ohledu na snahu ocenit konkrétní styl, příběh nebo režiséra. Cenu tvoří soška vyrobená lyonskou slévárnou, která představuje mladou dívku s motýlem na rameni, odkaz na film Jacquese Deraye Motýl na rameni, a také přímo na samotného režiséra, který měl stejnou sošku na stole.
Režisér vítězného filmu získává výsadu, že jeho jméno bude uvedeno na zlaté plaketě na Zdi filmařů, kde jsou uvedena jména režisérů, kteří byli přijati do Lumièreova institutu.
Cena se vyhlašuje v prvním čtvrtletí a předává se o několik týdnů později, v únoru nebo březnu. Pouze v roce 2021 byl ceremoniál předávání cen kvůli pandemii covidu-19 odložen na červen.

## Seznam oceněných
- 2005: Válka policajtů, režie Olivier Marchal
- 2006: Tlukot mého srdce se zastavil, režie Jacques Audiard
- 2007: Nikomu to neříkej, režie Guillaume Canet
- 2008: Druhý dech, režie Alain Corneau
- 2009: Vražda ve vlaku, režie Pascal Thomas
- 2010: OSS 117: Ztracen v Riu, režie Michel Hazanavicius
- 2011: Limit, režie Fred Cavayé
- 2012: Polisse, režie Maïwenn
- 2013: Paříž jedné noci, režie Philippe Lefebvre
- 2014: Zulu, režie Jérôme Salle
- 2015: Případ SK1 , režie Frédéric Tellier
- 2016: Aféra Clearstream, režie Vincent Garenq
- 2017: Černý diamant, režie Arthur Harari
- 2018: Můj syn, režie Christian Carion
- 2019: Potížista, režie Pierre Salvadori
- 2020: Slitování, režie Arnaud Desplechin
- 2021: La Daronne, režie Jean-Paul Salomé
- 2022: Noční doktor, režie Élie Wajeman
- 2023: Noc 12., režie Dominik Moll
- 2024: Anatomie pádu, režie Justine Triet
- 2025: Le Fil, režie Daniel Auteuil